# Бистряков Віктор Петрович
Віктор Петрович Бистряко́в (7 січня 1943, Ніколаєвськ-на-Амурі — пом. 25 листопада 2021, Київ) — український художник і педагог, професор з 1993 року; член Спілки художників України з 1974 року; заслужений діяч мистецтв УРСР з 1990 року.

## Біографія
Народився 7 січня 1943 року у місті Ніколаєвську-на-Амурі (тепер Хабаровський край, Росія). 1972 року закінчив Київський художній інститут (викладачі Тимофій лящук, Сергій Грош); з 1973 року викладав у ньому.
Жив у Києві, в будинку на вулиці Татарській № 3а, квартира 20. Помер у Києві 25 листопада 2021 року.

## Творчість
Працював в галузі станкового живопису і плаката. Серед робіт:
станковий живопис
- серія «Львівські мотиви» (1988);
- «Тарас Шевченко» (1989);
- «Катерина» (1989);
- «Ніч під Різдво» (1992);
- «Велике свято» (1994);
- «Падають яблука» (1994);
- «Сині коні» (1994);
- «В сауні» (1994);
- «Ранок» (1994);
- «Відлига» (1995);
- «Рожева диня» (1995);
- «Соняшники на жовтому тлі» (1996);
- «Сухі соняшники» (1996);
- «Червоні яблука» (1996);
- «Горобчик» (1996);

плакати
- «Рафаель Санті» (1970);
- «Григорій Сковорода» (1972);
- «Відбудуємо Успенський собор» (1989);
- «Любіть Україну» (1989);
- «Хортиця» (1989);
- «26. 04. 86 р. Чорнобиль» (1989);
- «Знай і вивчай історію свого народу» (1990);
- «Іван Богун» (1991);
- «Бабин Яр» (1991).

Брав участь у міжнародних виставках у Німеччині, Польщі, Канаді. Персональні виставки пройшли у Києві у 1981, 1995, 1997—1999, 2003 роках, Львові, Івано-Франківську, Тернополі у 1981 році, Сан-Франциско у 1988 році, Ерлангені у 1996 році.
Роботи зберігаються у художніх музеях України, Переяслав-Хмельницькому історичному музеї, Ізмаїльській картинній галереї.